# Tarzan delle Scimmie
Tarzan delle Scimmie è un romanzo d'avventura dello scrittore statunitense Edgar Rice Burroughs.
Fu composto tra il dicembre 1911 e il maggio 1912 e pubblicato dapprima nel 1912 nella rivista pulp The All-Story, poi in volume nel 1914. È il romanzo in cui appare per la prima volta il personaggio di Tarzan, in seguito ripreso innumerevoli volte in altri libri, e poi anche fumetti e film.

## Trama
La storia ha inizio nel 1888, quando due nobili coniugi inglesi, John Clayton Greystoke, un gentiluomo dell'Ufficio per gli Affari Coloniali, e la sua giovane moglie incinta Alice, si ritrovano soli e sperduti sulle coste dell'Angola per l'ammutinamento dell'equipaggio che guidava la loro nave, il Fuwalda. Il giorno della nascita del loro unico figlio viene segnato dall'attacco di una grande scimmia antropomorfa; Alice sverrà dopo essere riuscita in extremis ad uccidere la scimmia che le stava saltando addosso, ma le avversità finora passate, l'imminente parto e la situazione indeboliscono mentalmente la giovane madre che, un anno dopo il parto si lascia andare, lasciando Lord Greystoke in uno stato di profonda prostrazione. Quando le grandi scimmie della foresta, guidati dal capobranco Kerchak, attaccano la capanna per paura di quell'umano dalla pelle bianca che aveva ferito molti dei loro compagni con il suo fucile, anche Lord Greystoke, sbranato da Kerchak, soccombe accanto alla sua sposa da poco defunta. Il bambino viene invece salvato da Kala, un'altra scimmia, da poco ha perso il suo cucciolo a causa di un attacco d'ira dello stesso Kerchak: stringendo ancora il piccolo corpicino e sentendo il vagito bisognoso nella culla, sostituisce i cuccioli e scappa lontano dalle ire del capobranco.
Il piccolo viene chiamato Tarzan, cioè "Pelle bianca", in un'ipotetica e fantasiosa lingua scimmiesca; grazie alle cure di Kala, egli cresce tra le scimmie, imparando il loro linguaggio e soprattutto il modo corretto per sopravvivere nella giungla e salvarsi dai pericoli che essa nasconde. Ma grazie alla sua intelligenza, il bambino supera ben presto le capacità limitate delle scimmie, e grazie agli abbecedari trovati nella capanna dei suoi genitori naturali, impara a leggere e a scrivere (ma non a parlare) inglese. In seguito impara da solo ad usare pugnale, arco e frecce avvelenate, portate via astutamente dal vicino popolo Uasiri, una tribù di nativi cannibali africani, arriva a uccidere Tublat, marito di Kala, che non lo aveva accettato come figlio. Dopo un ennesimo violento attacco d'ira di Kerchak, Tarzan lo affronta e uccide in duello, venendo proclamato nuovo Re delle Scimmie.
Successivamente, nel 1909, nella foresta arriva l'esploratrice americana Jane Porter, abbandonata nello stesso posto e nelle stesse circostanze in cui erano stati abbandonati i Greystoke, accompagnata dal padre (un caricaturale scienziato svampito), un suo collega, la serva Esmeralda e un ragazzo inglese di nome William Clayton (ignaro cugino di Tarzan e quindi illegittimo Lord Greystoke). Tarzan si innamora della ragazza e aiuta gli sventurati a sopravvivere nella giungla, portando loro continuamente del cibo. La svolta avviene con l'arrivo di una nave francese pilotata dal capitano D'Arnot, che riaccende la speranza dei naufraghi di tornare in patria, ma Jane viene rapita da un'enorme scimmia antropomorfa e i militari francesi organizzano una spedizione, che però si conclude con un attacco da parte di una tribù locale e il ferimento di D'Arnot. Tarzan riesce a salvare Jane (che si innamora di lui) e, dopo averla riportata dai suoi familiari, accudisce nel folto della giungla l'ufficiale francese ferito. I militari francesi, non vedendo tornare il loro capitano, decidono però di partire, portando con sé anche i naufraghi inglesi e americani. Nella giungla rimangono quindi D'Arnot e Tarzan. Il francese insegna la sua lingua all'uomo-scimmia che decide di lasciare il suo ambiente per seguire Jane negli USA. Il romanzo si conclude con un Tarzan in America che salva per l'ennesima volta Jane (da un incendio), la libera da un matrimonio non voluto con un anziano affarista, riconsegna al professor Porter un tesoro che aveva perduto in Africa e si appresta a chiedere in moglie la ragazza americana. Ma Jane, pur amando Tarzan, sentendosi anche confusa e spaventata dall'uomo-scimmia acconsente invece di sposare William Clayton, l'illegittimo Lord Greystoke.

## Contesto storico-culturale

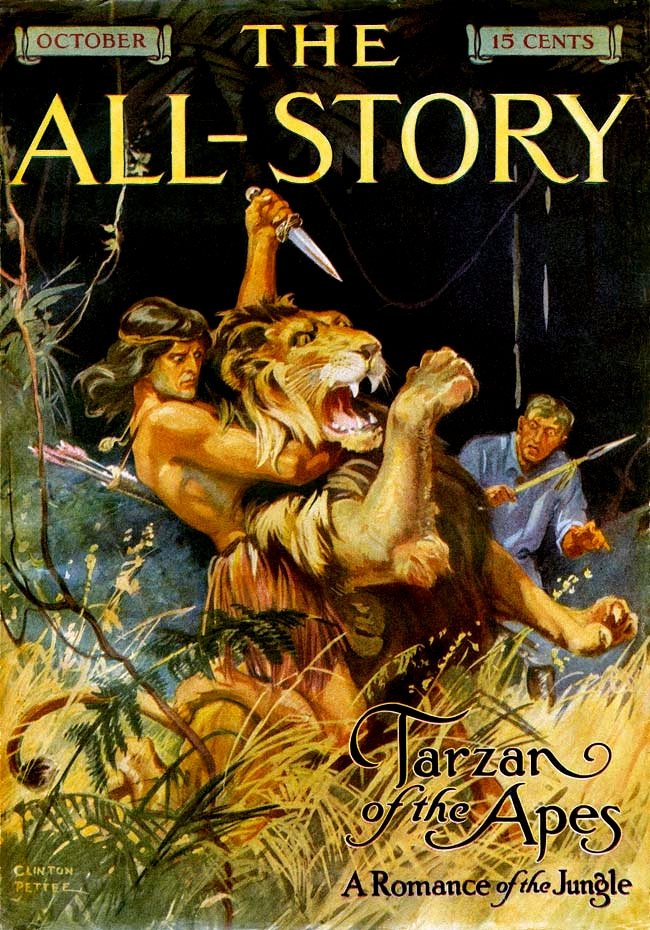
Copertina della rivistaThe All-Story, ottobre 1912, con la prima apparizione del romanzo e del personaggio

Scritto ai primi del Novecento, il libro trabocca di stereotipi e di teorie scientifiche poi superate. Burroughs descrive i gorilla tra i quali viene allevato Tarzan come bestie terribili e violente, spesso soggette a immotivati «terribili attacchi d'ira» che li portano a massacrare indiscriminatamente i membri della loro razza senza alcun motivo. Ecco come Burroughs descrive uno degli «attacchi di furia incontrollabile» di Tublat, il "padre adottivo" di Tarzan:

## Altri media

### Film
- Tarzan - I segreti della jungla – film del 1973
- Tarzan - Il mistero della città perduta – film del 1998
- Tarzan – film d'animazione del 1999
- Tarzan – film del 2013

### Fumetti
- Tarzan – serie a fumetti pubblicata in Italia dall'Editrice Cenisio dal 1968 al 1980

### Album musicali
- Tarzan – compilation di brani editi dall'etichetta Bla Bla, pubblicata nel 1972
- Tarzan – colonna sonora del film d'animazione Tarzan, pubblicata nel 1999

### Serie televisive
- Tarzan – serie televisiva del 1966
- Tarzan – serie televisiva del 1991
- Tarzan - La grande avventura – serie televisiva del 1996
- Tarzan – serie televisiva del 2003

### Videogiochi
- Tarzan – videogioco del 1986
- Tarzan – videogioco del 1999

## Edizioni italiane
- Edgar Rice Burroughs, Tarzan delle Scimmie, traduzione di Bernardino Reynaudo e Renato Caporali, Le avventure di Tarzan, n. 1, Firenze, Giunti-Bemporad-Marzocco, 1971, SBN RLZ0307662.
- Edgar Rice Burroughs, Tarzan delle Scimmie, traduzione di Gianni Pilo, Classici Ben, n. 130, Roma, Newton & Compton, 1994, ISBN 88-8289-310-3.
- Edgar Rice Burroughs, Tarzan delle Scimmie, traduzione di Anna Solinas, Corticelli, n. 193, Milano, Mursia, 1990, ISBN 88-425-0329-0.
- Edgar Rice Burrughs, Tarzan delle scimmie, collana I Delfini, traduzione di Anna Solinas, n. 20, Milano, Bompiani, 1995, ISBN 97 888 452 2520 8.

## Copyright
Il copyright per questo romanzo è scaduto negli Stati Uniti d'America e, per questo, ora lì è di pubblico dominio. Il testo è disponibile attraverso il Progetto Gutenberg.